# Just Can't Get Enough (The Saturdays)
Just Can't Get Enough è un singolo del gruppo musicale britannica The Saturdays, pubblicato il 1º marzo 2009 come quarto estratto dall'album Chasing Lights. Il singolo è stato distribuito in beneficenza della Comic Relief.

## Descrizione
Il singolo è stato presentato per la prima volta al The Chris Moyles Show  il 9 febbraio 2009, in seguito distribuito per il download digitale il 1º marzo e per la vendita fisica il 2 marzo raggiungendo in pochi giorni la posizione numero 2 della Official Singles Chart, piazzandosi dietro al singolo di Flo Rida Right Round. Il singolo è entrato nella Top Ten della classifica irlandese, posizionandosi alla numero 9 e alla numero 10 della Eurochart Hot 100 Singles.

## Video musicale
Il videoclip del brano è stato presentato in anteprima su MSN il 9 febbraio 2009. Il video mostra le cinque ragazze, attraverso vari cambi d'abito, interpretare cinque pin-up rappresentando icone e stili degli anni cinquanta. Nel videoclip le Saturdays, tra gli altri strumenti ottici, utilizzano anche un visore View-Master.

## Tracce (parziale)
CD single
1. Just Can't Get Enough (Radio Mix) – 3:08
2. Golden Rules – 3:50

Durata totale: 6:58
CD promo
1. Just Can't Get Enough (Radio Mix) – 3:08
2. Just Can't Get Enough (Video Mix) – 3:19

Durata totale: 6:27
Download digitale
1. Just Can't Get Enough (Radio Mix) – 3:08
2. Just Can't Get Enough (Video Mix) – 3:18
3. Just Can't Get Enough (Wideboys Club Mix) – 5:06
4. Just Can't Get Enough (Video, iTunes Edition Only) – 3:30

Durata totale: 15:02

## Classifiche
| Classifica (2009) | Posizione massima |
| ----------------- | ----------------- |
| Irlanda           | 6                 |
| Regno Unito       | 2                 |